# 广岛市中央公园
广岛市中央公园（日语：／）是位于广岛县广岛市中区基町的一个城市公园。按广岛市公园条例简称为中央公园。

## 简介
该区域于1946年开始规划，并根据1949年颁布实施的《广岛和平纪念都市建设法》进行开发。
它毗邻广岛市的纸屋町八丁堀。周边有广岛和平纪念公园，广岛巴士中心和县厅前站等交通设施，以及基町pacela和Shareo地下街等商业设施。
整个公园由公益财团法人广岛市绿色生活协会管理。《广岛市公园条例》第6-3条将广岛城及其周边地区指定为中央公园的“广岛城区域”。（通常称为“广岛城公园”或“广岛城遗址公园”）。而广岛护国神社周边区域位于中央公园区域之外。“中央公园（广岛城迹二之丸周边区域）”荣获1995年手工地方奖（历史文化类），并被评选为日本百佳历史公园和百佳城市景观之一。

## 历史

### 公园开发
江户时代，该区域遍布武士住宅，明治时代起，第五师团也驻扎于此。然而由于靠近爆心（几乎所有军事用地都在爆心1.5公里范围内），在1945年的原子弹爆炸中，该地区遭到破坏，军事用地也被拆除。
1946年11月1日，战争告示第237号将70.48公顷的土地指定为“中央公园”和城市规划公园。当时的规划范围包括原子弹爆炸圆顶屋和基町公寓大楼周围的区域。此外，1951年由丹下健三设计的广岛和平纪念公园规划也设想了公园以及市营基町高层公寓大楼周边地区的开发。1951年8月6日发布的《广岛和平纪念都市建设计划意见书》中，中央公园被正式排除在和平纪念设施建设用地名单之外。在随后的规划中，中央公园的面积改为58.76公顷。

### 区域变迁
事实上，为了解决战后的住房短缺问题，截至1949年，市、县和住宅公司在此共建造了1,815套公共住房。此外，在原子弹爆炸中失去家园的受害者涌入以旧太田川东岸为中心的地区，纷纷建造营房，形成了所谓的“原爆贫民窟”（俗称“相生街”）。
1952年，公园北端东侧、广岛市民医院旧址和广岛工商会旧址被排除在公园区域之外。
在1955年5月的广岛市长选举中，承诺缩小中央公园并建造住宅的渡边忠雄当选。1956年11月，基町决定建造1894套公寓。公园用地进一步减少了16公顷。
1956年，广岛护国神社、PL教团旧址、河畔绿地和基町住宅用地被排除在公园区域之外。最初，基町计划建造中层公寓楼，但1968年的基町地区重建计划将计划改为建造高层公寓楼。重建工程于1978年竣工。
1957年，原广岛市民棒球场以东的区域被纳入公园区域。

随后，于1980年代初修建了太田川基町护岸。

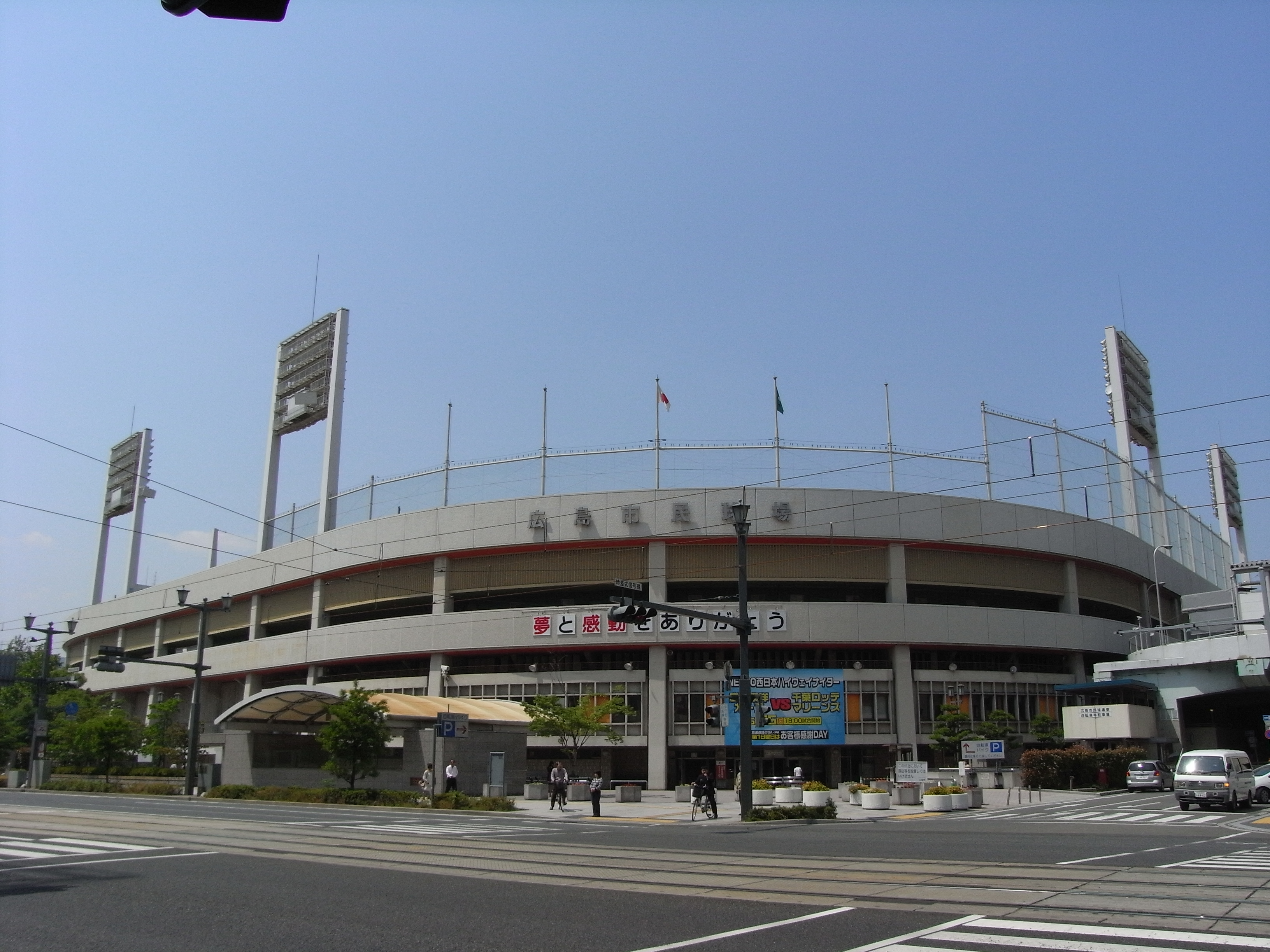
原广岛市民棒球场
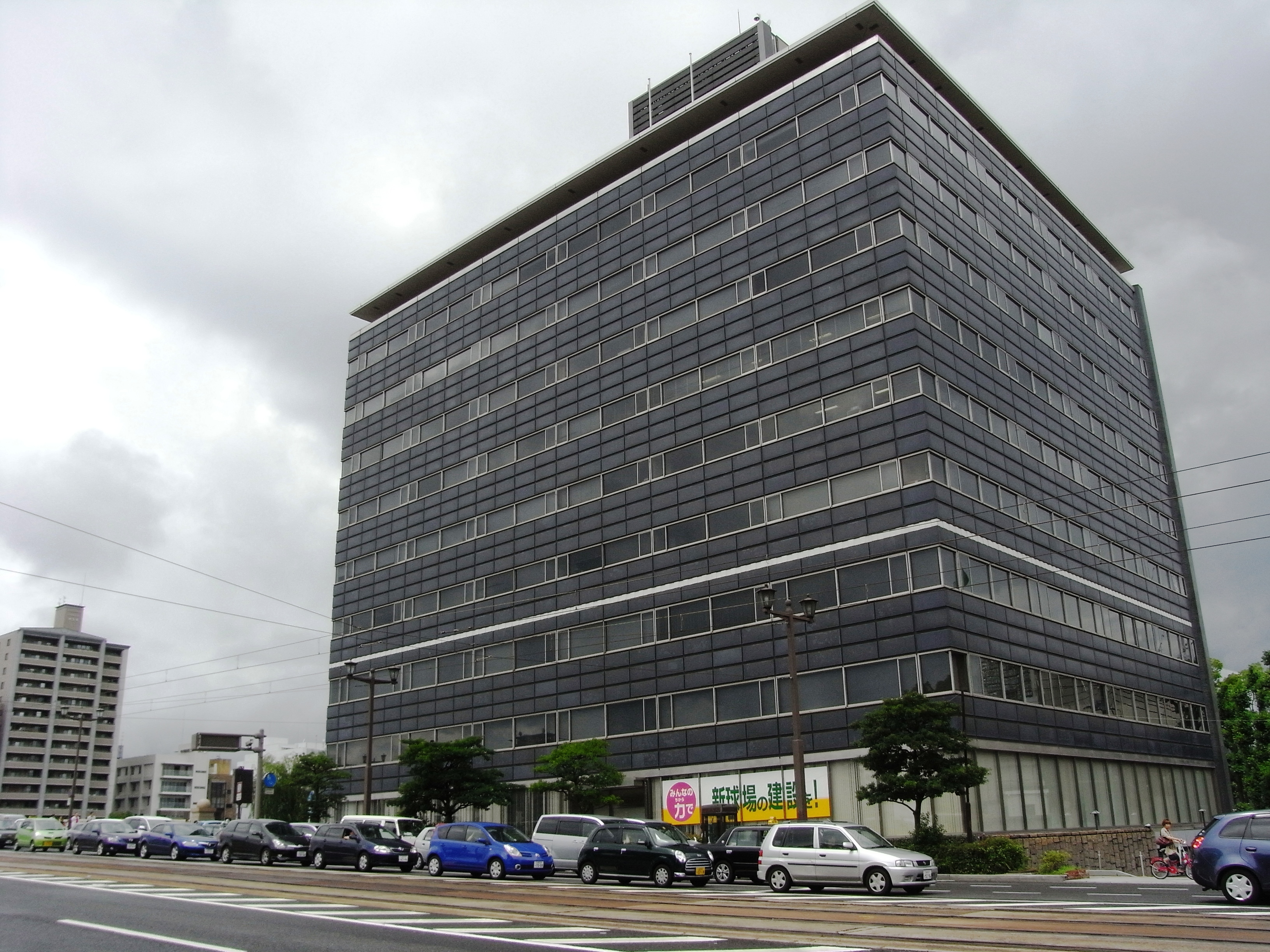
广岛工商会议所

### 足球场建设

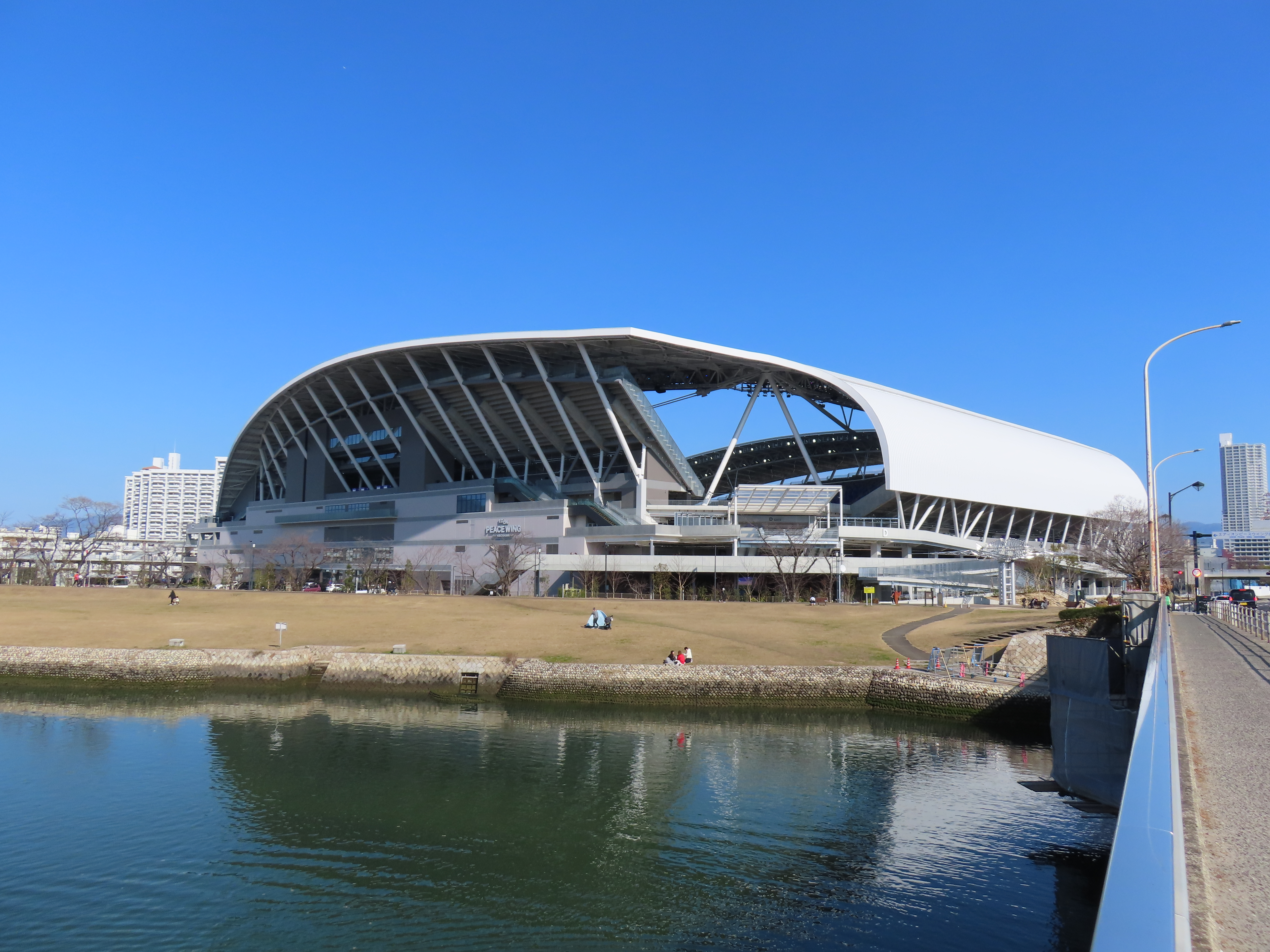
Edion和平翼广岛球场

2019年2月，广岛县、广岛市、广岛工商会和广岛三箭足球俱乐部共同商定将中央公园广场选为足球场的所在地。该项目于2022年2月1日开工。足球场于2024年2月1日开放。
2024年8月1日，商业设施“HiroPa”在足球场附近地区开业，标志着广岛体育场公园正式开放。

## 园内设施

### 历史街区
《广岛市公园条例》将广岛城及其中央公园内的周边地区指定为“广岛城街区”。广岛市的《中央公园未来利用基本方针》将位于公园东北部的广岛城周边地区指定为“历史街区”。

广岛城内的护城河被称为堀川。20世纪90年代，为了防止护城河水体富营养化，将流经市营基町高层公寓的旧太田川的水改道，绕过城护城河，然后沿着广岛市路中广宇品线（城南通）流回旧太田川。基町公寓沿线地区被用作亲水公园。

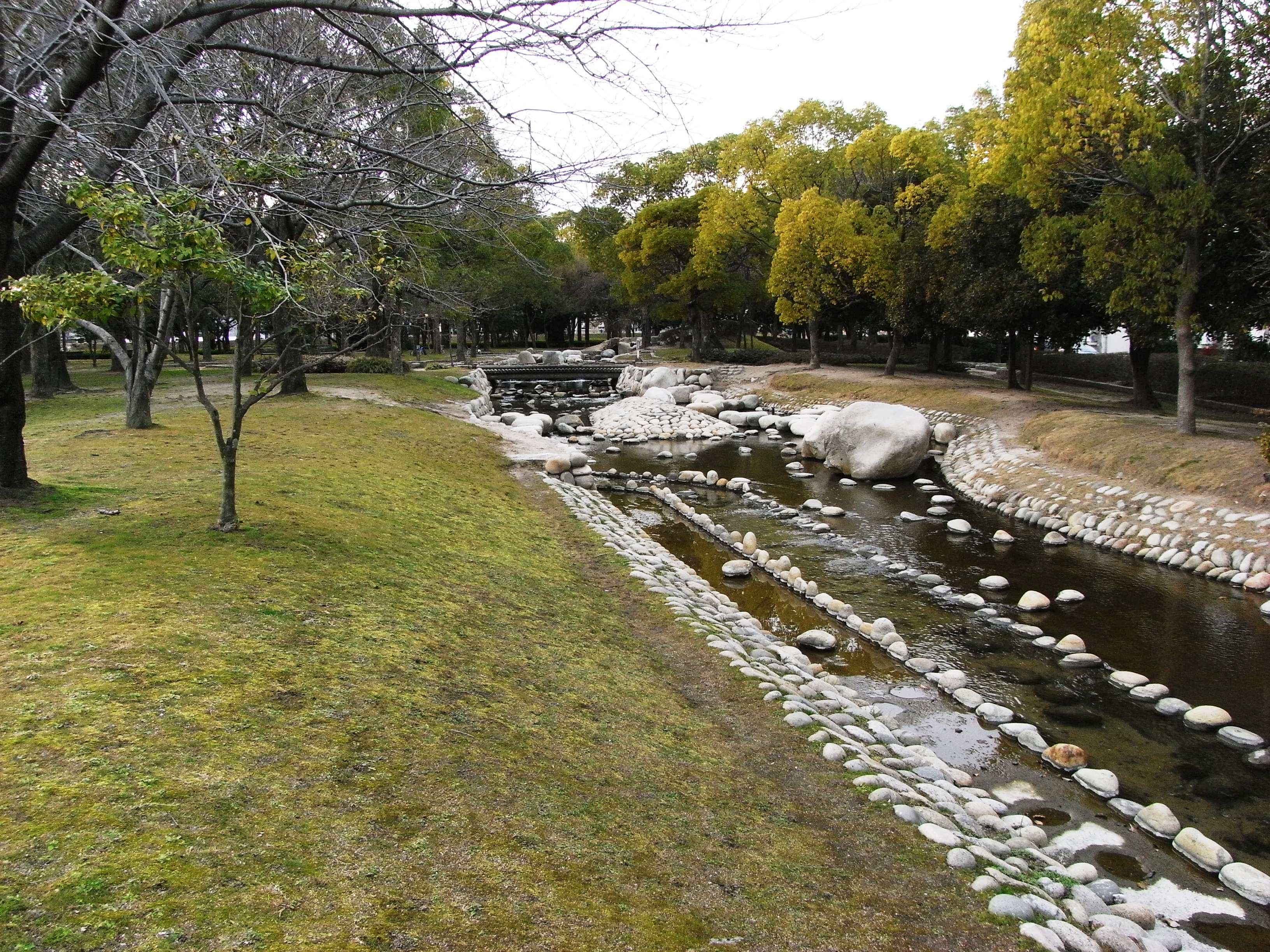
堀川（基町公寓沿线）
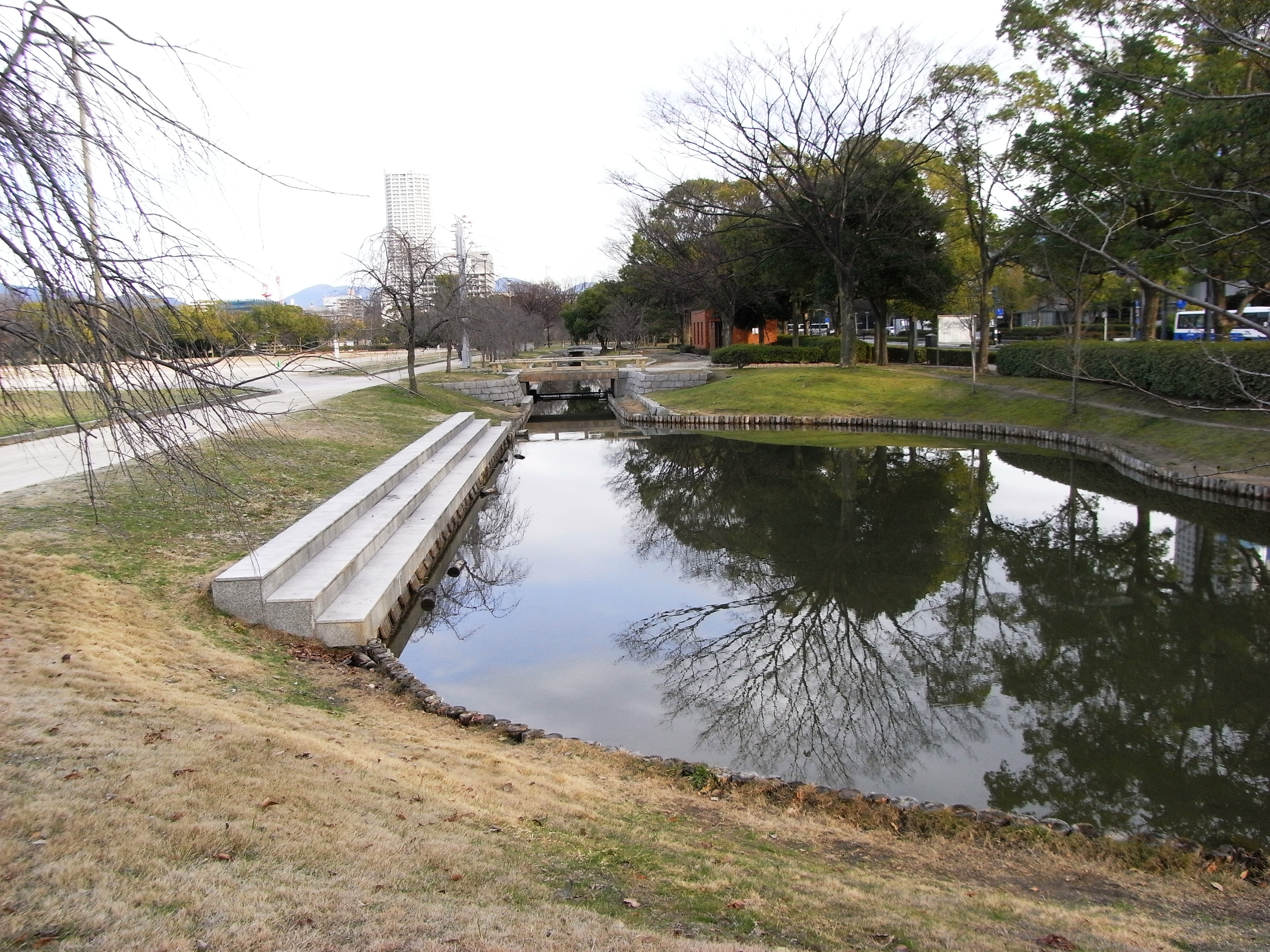
堀川（城南通沿线）

### 运动休闲区
上文述足球场建于中央公园广场西北侧，与南侧的广岛县立综合体育馆等设施一起，被指定为“运动休闲区”。

#### 广场区
以中央公园广场地区开发管理运营事业为基础，广岛市中央公园“广场区”正在足球场的东西两侧进行开发。
足球场旁边有一座名为“鲲”的纪念碑（从海洋与岛屿博览会的展品中移出）。原先位于中央公园广场的加藤友三郎铜像因足球场建设而被暂时拆除，移出后将重新揭幕。

公园内曾有一个三等三角点，但后来被废弃。1992年，为纪念广岛与重庆结为友好城市五周年，在城南通沿线建造了一座名为“渝华园”的中式园林。然而，由于该园林被纳入拟建的足球场用地，因此被拆除，并于2024年迁至广岛市中央图书馆北侧的一片绿地。

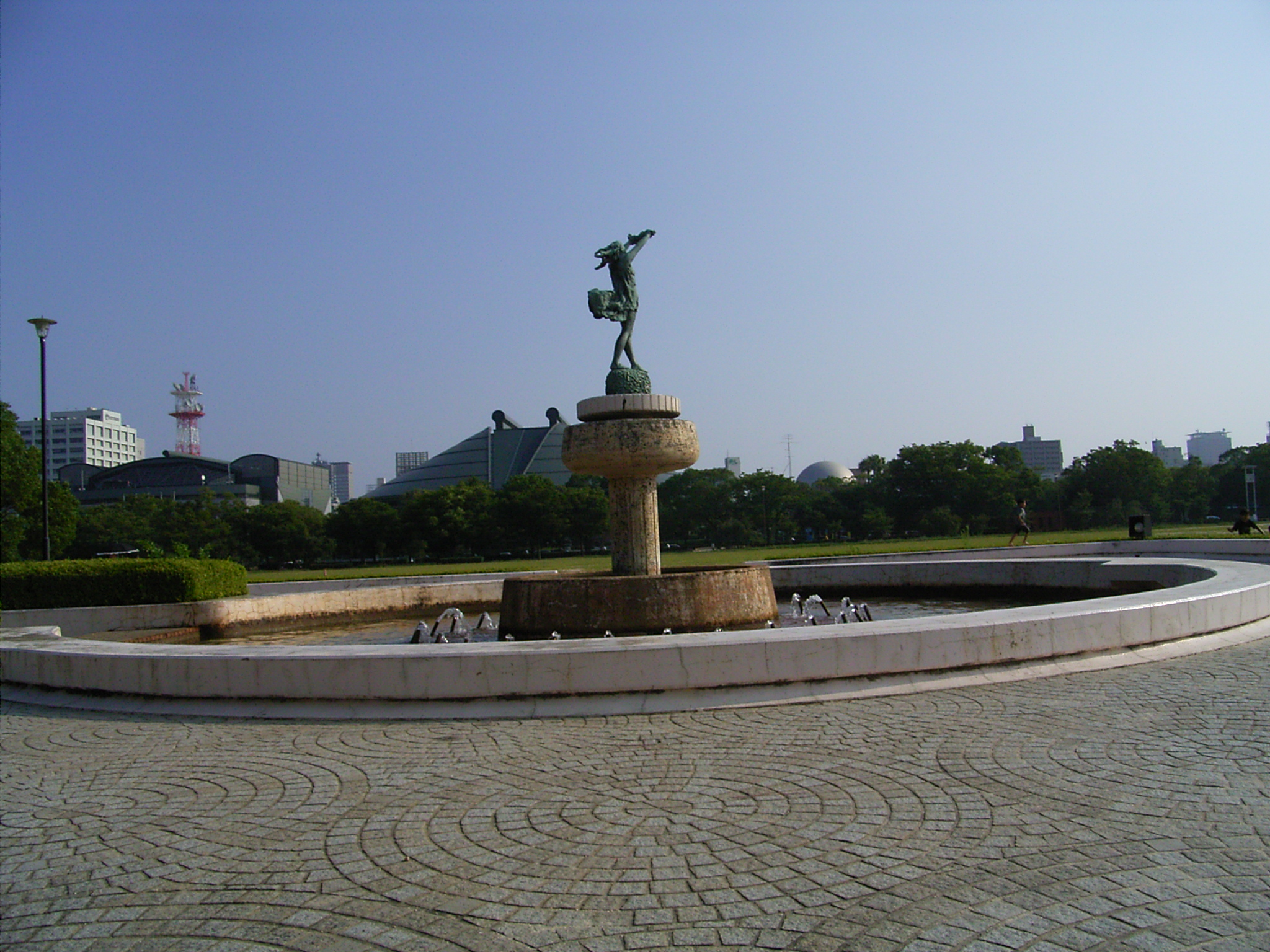
广场内的喷泉
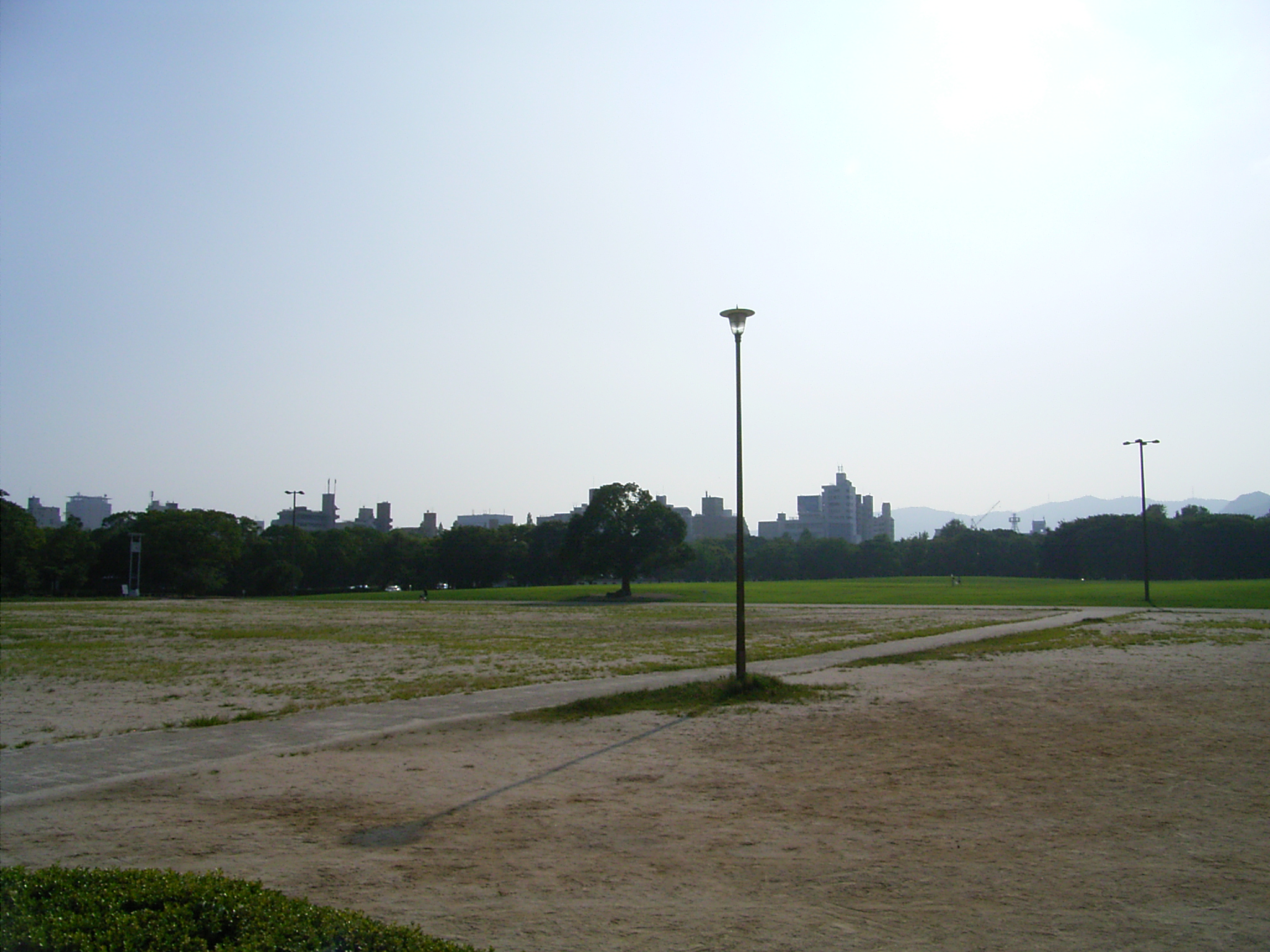
广场草坪
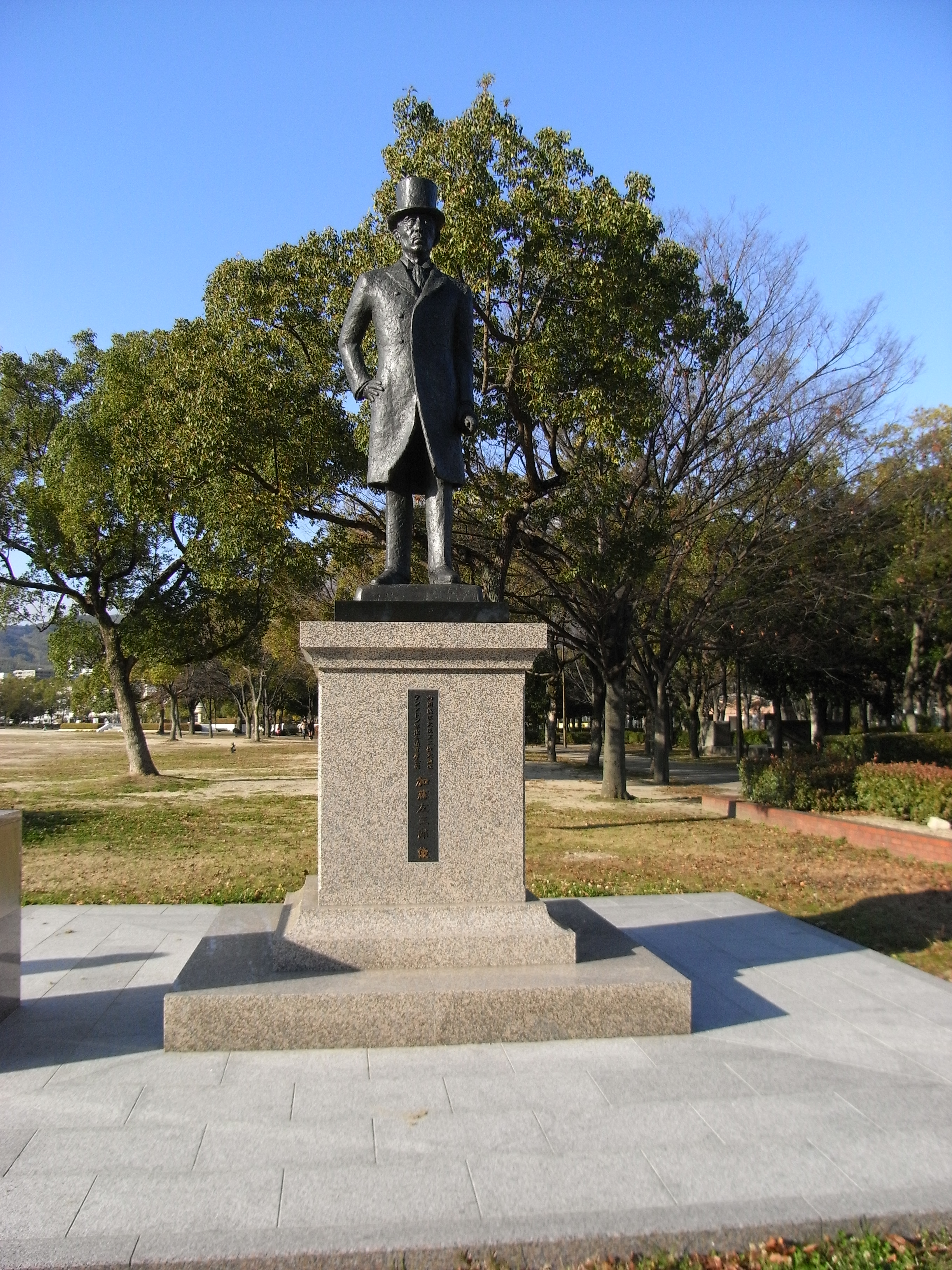
加藤友三郎铜像
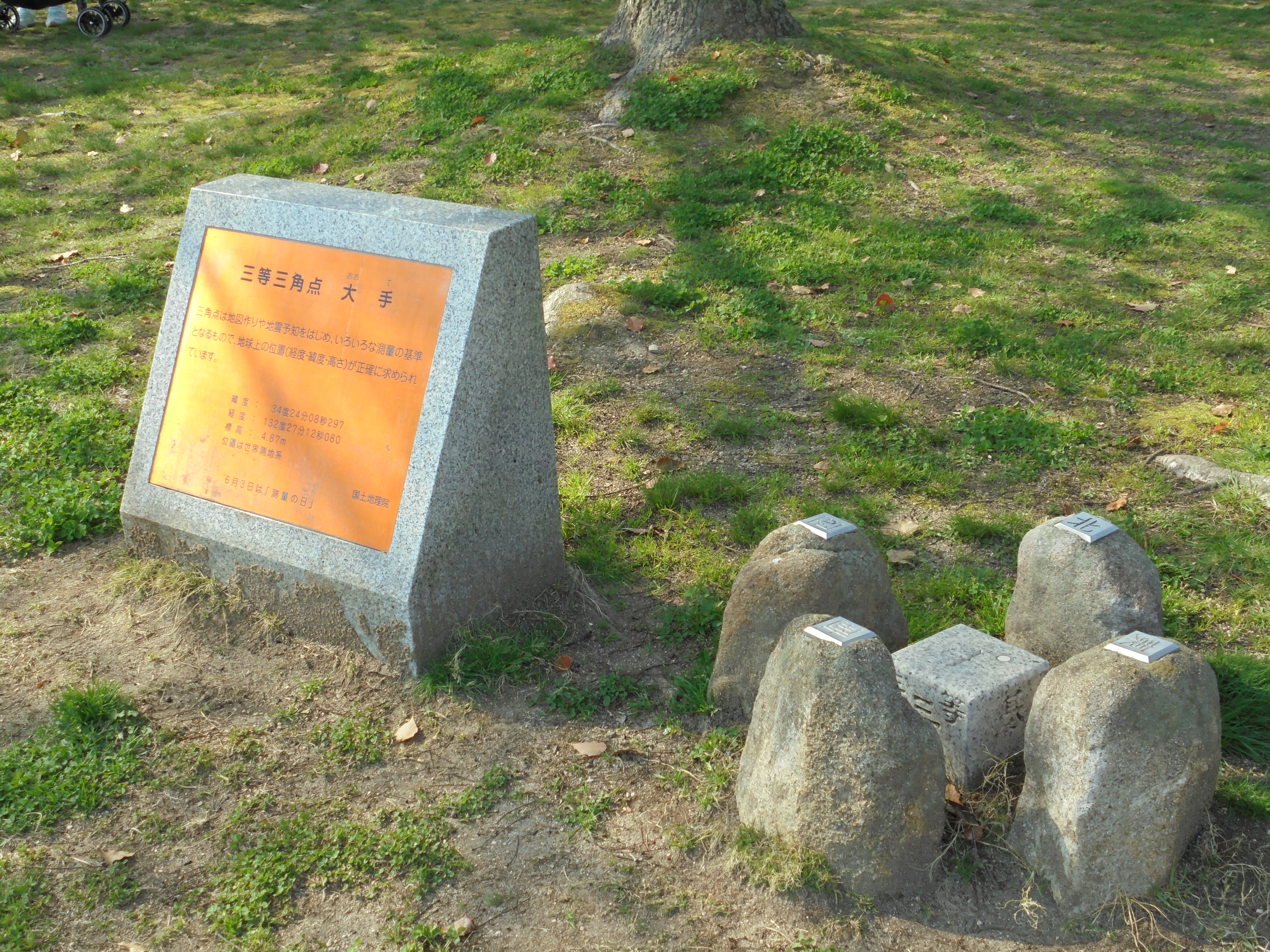
公园西北侧的三角测量点

#### 广岛县立综合体育馆

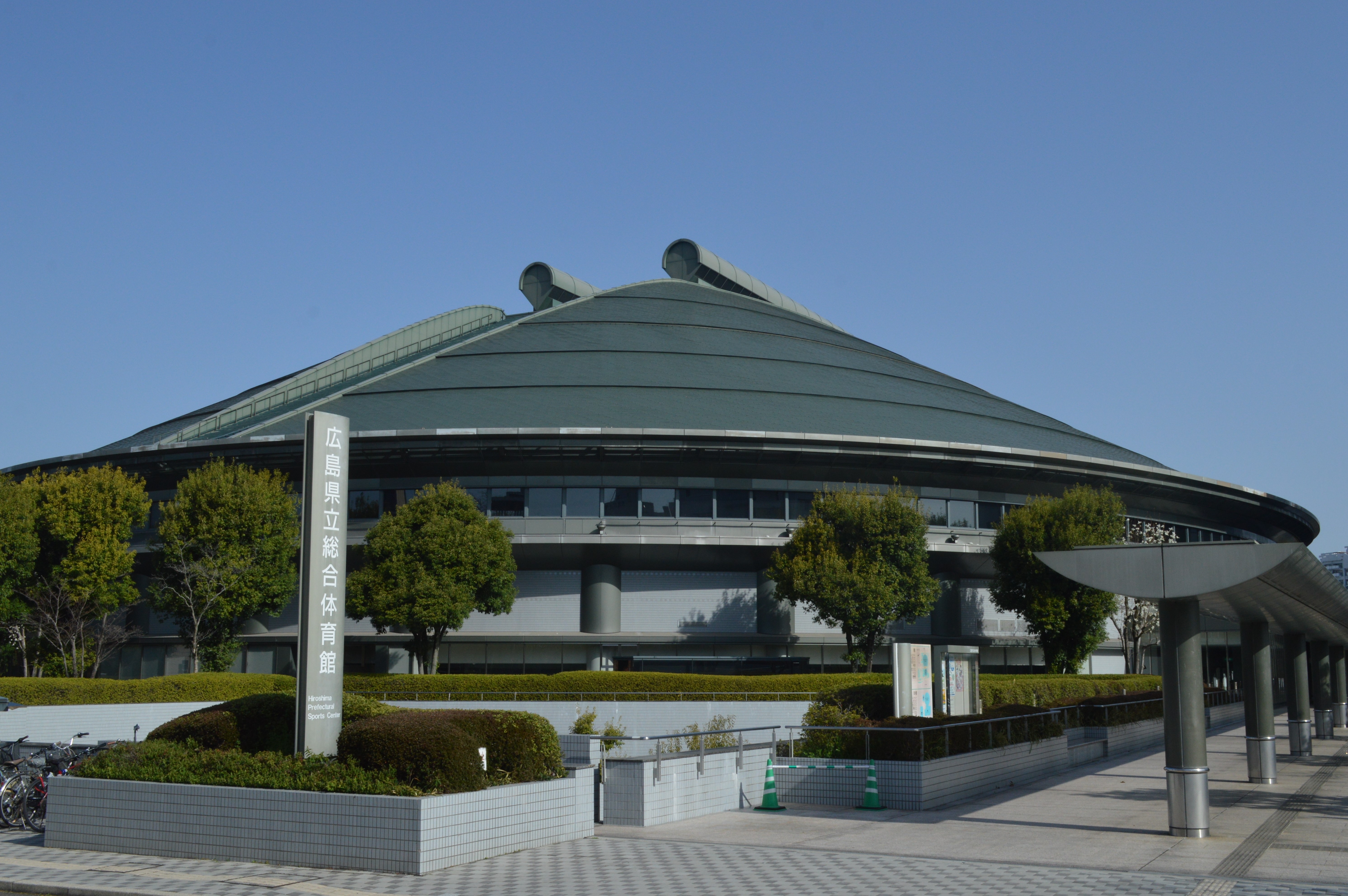
广岛县立综合体育馆

体育设施方面，有广岛县立综合体育馆（1993年竣工）。它取代了1962年开放的广岛县立体育馆，以迎接广岛亚运会。此前，广岛县立室内游泳池（比赛用游泳池）位于同一地点，但由于空间限制被转移到广岛市立综合室内游泳馆。广岛县立综合体育馆也设有一个25米长的游泳池。

### 广岛城门公园
2023年3月31日，广岛城门公园竣工，由广岛门公园广场和商业设施SHIMINT广岛组成。场地原为广岛市立棒球场，位于县立体育馆南侧。广岛市的《中央公园未来利用基本方针》规定，该公园将被开发为“活动和景点区”。广岛青少年中心（1966年开放）毗邻棒球场旧址，但其搬迁计划正在考虑中。
广岛城门公园在开放的第一年就吸引了约630万游客，并荣获2024年优良设计奖。

广岛城门公园内有一座汉诺威花园，是为了纪念广岛与汉诺威的友好关系而建。花园旁边是和平之钟，曾在1949年的和平纪念仪式上敲响。

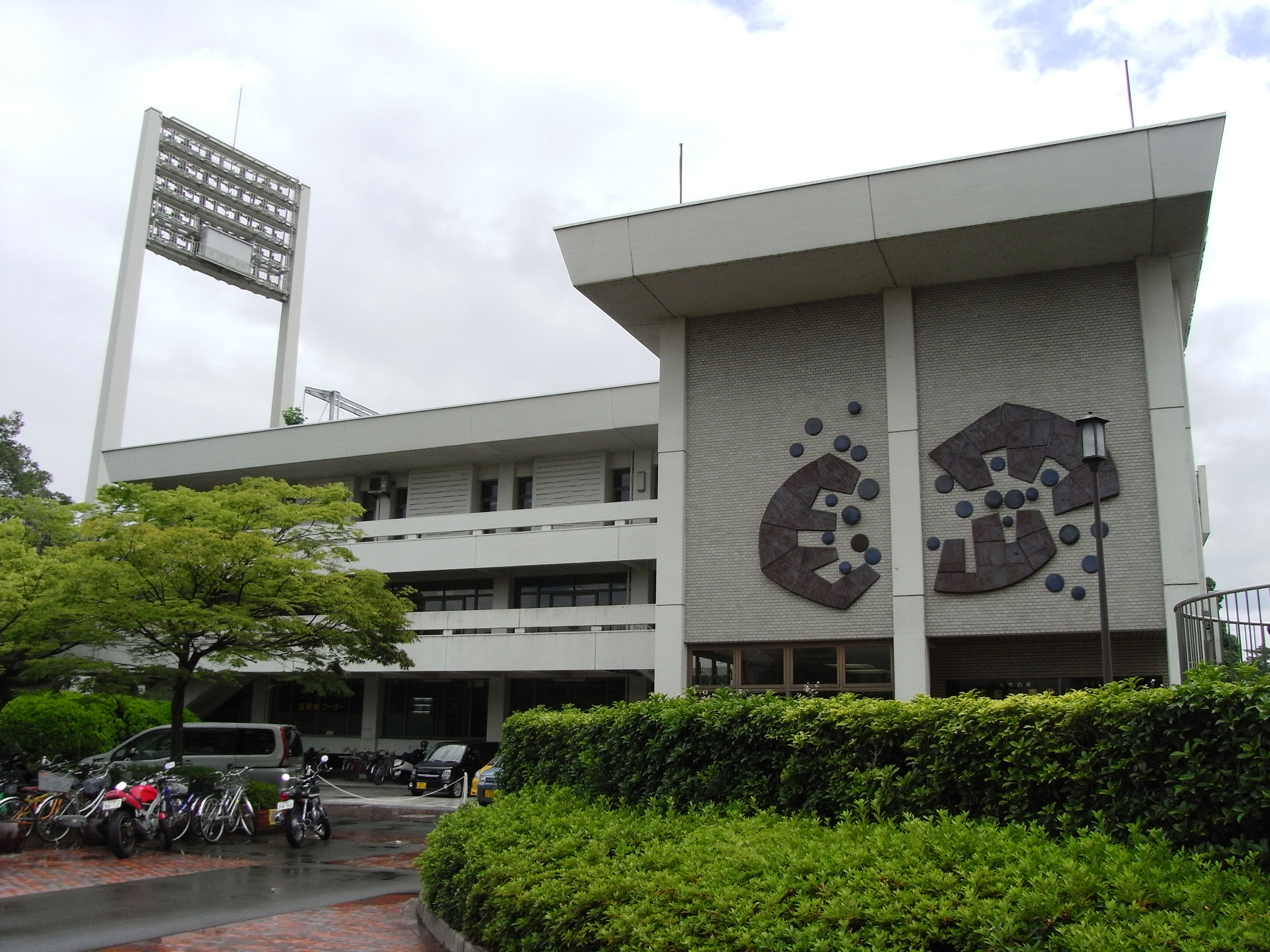
广岛市青少年中心
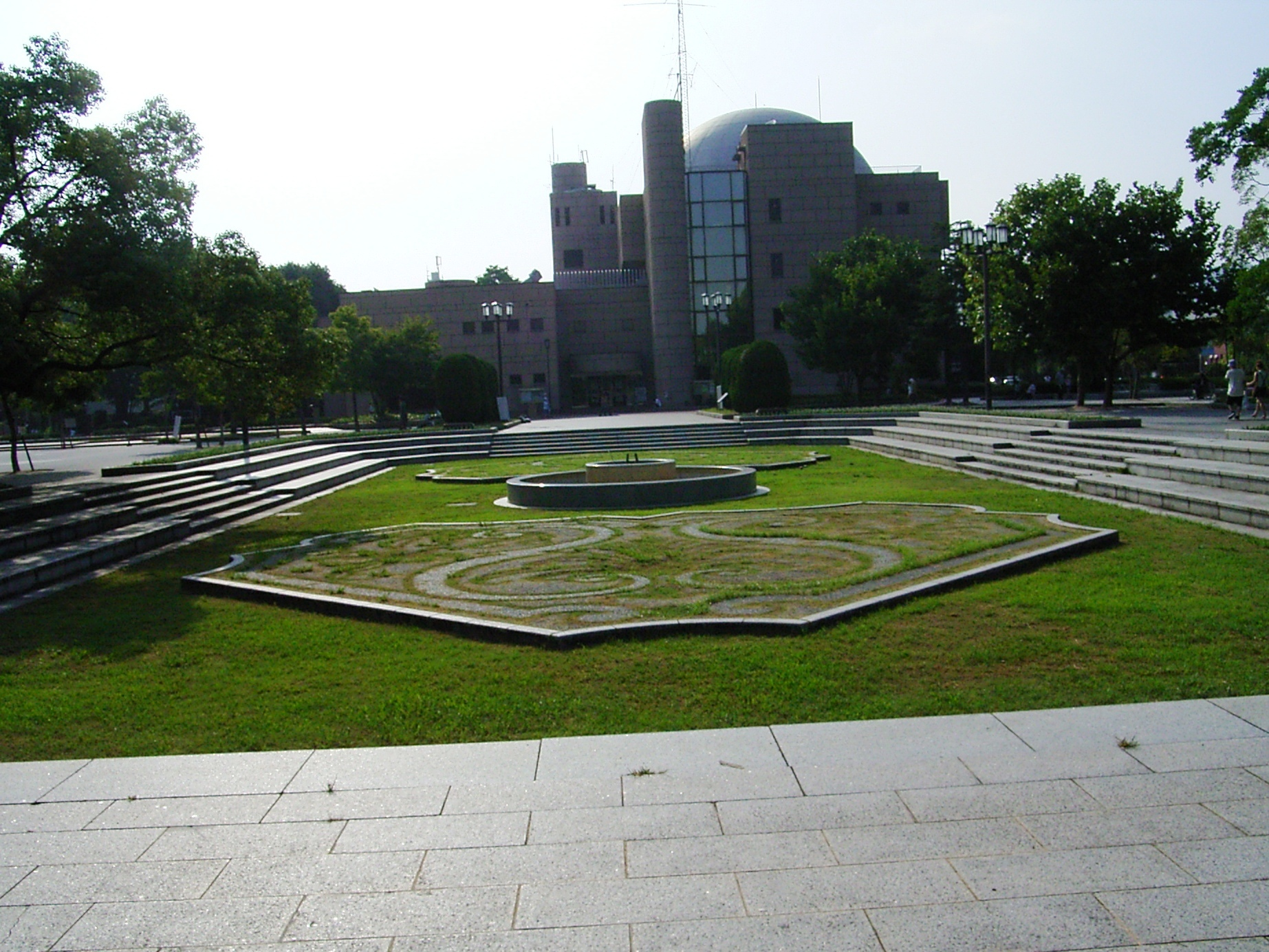
汉诺威花园
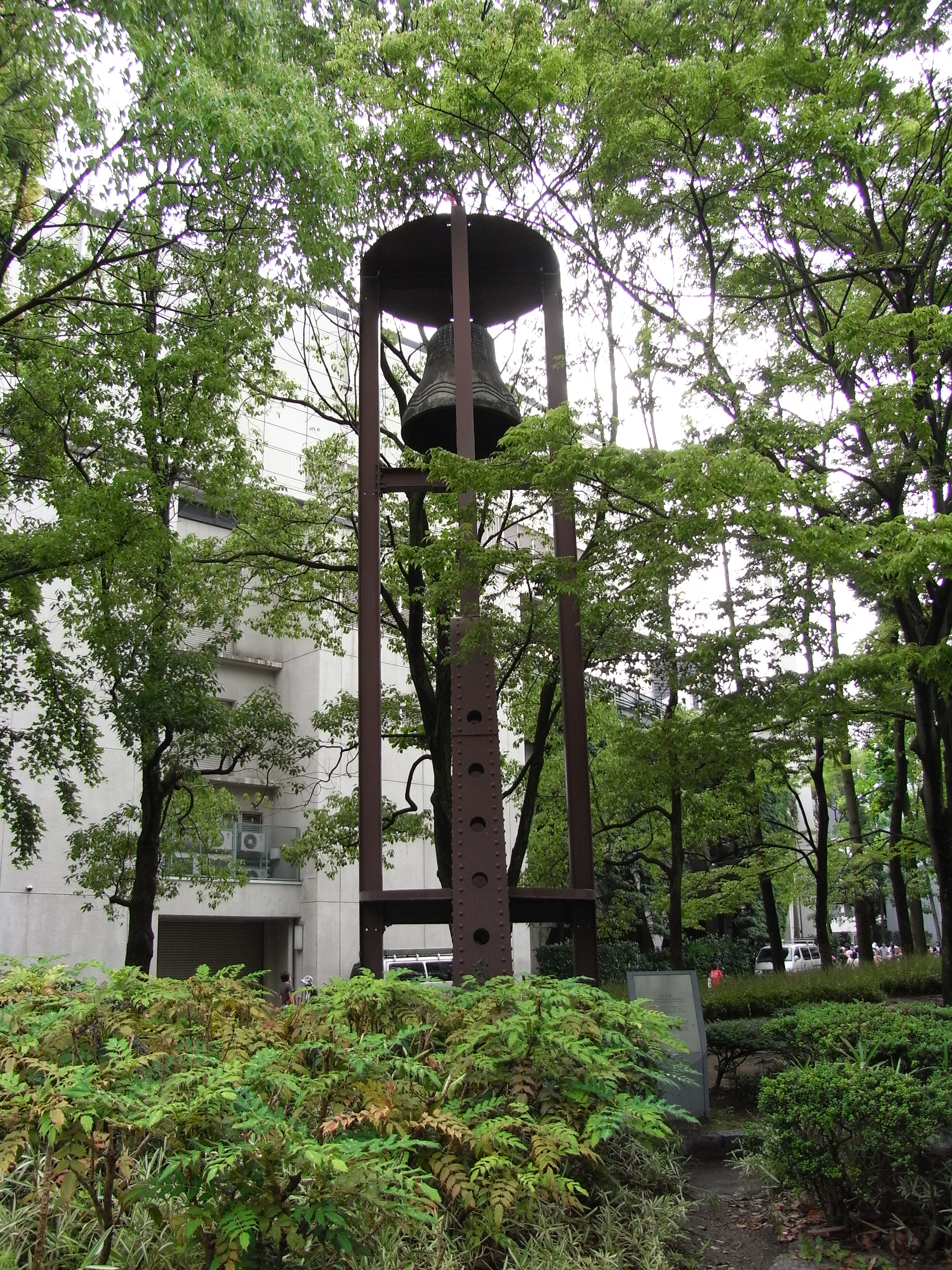
和平之钟
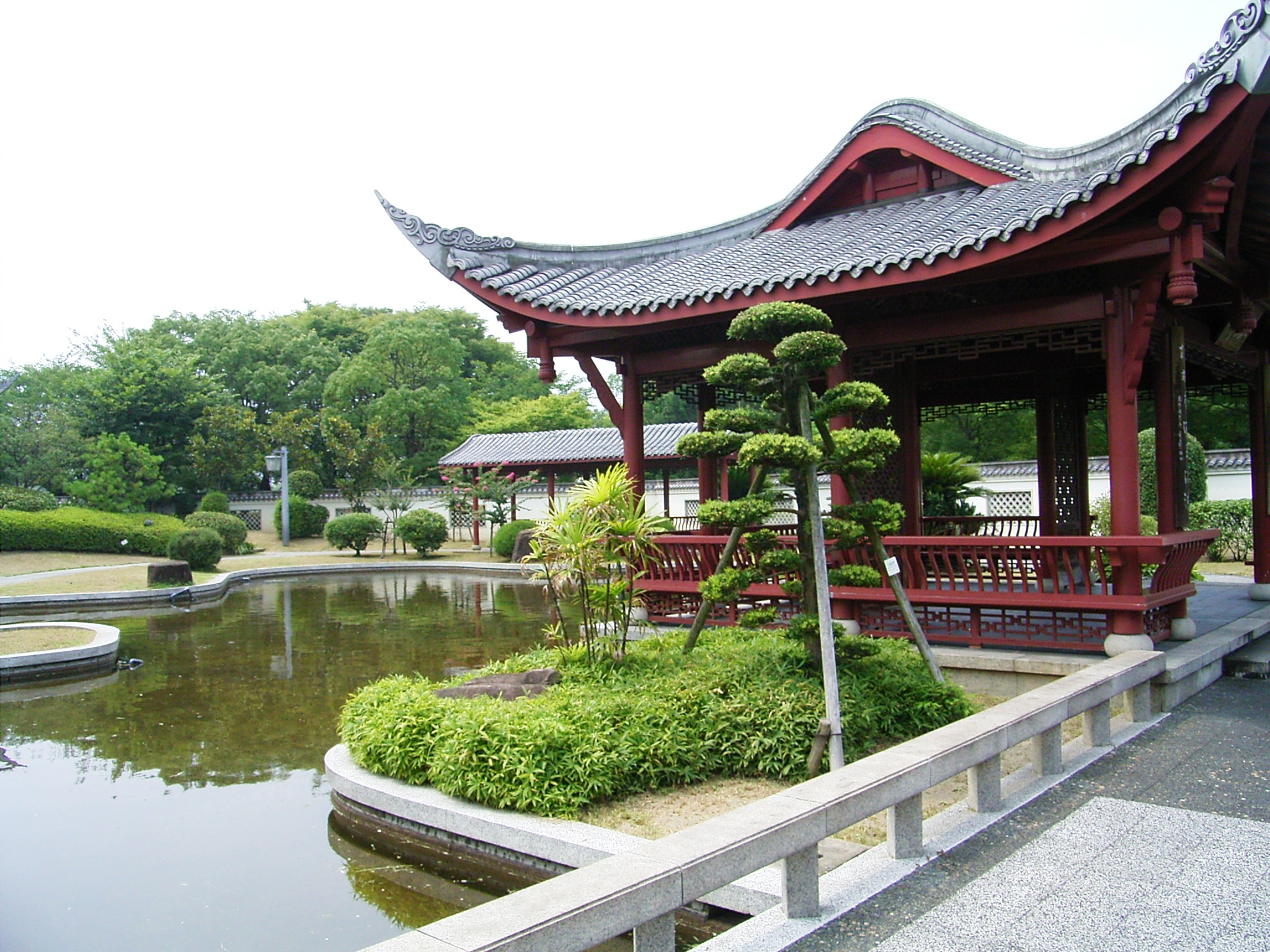
渝华园

### 文化艺术区
包括广岛美术馆（1978年开馆）、广岛市中央图书馆（1974年开馆）和广岛市视觉文化图书馆（1982年开馆）。广岛市中央图书馆的后院有一尊和平观世音菩萨像。广岛市的《中央公园未来利用基本方针》提出，将以这些博物馆、图书馆和其他设施为中心，打造一个文化艺术区。

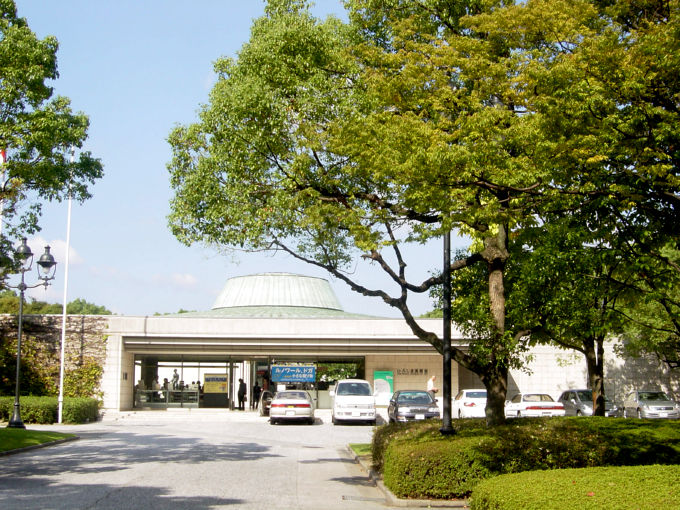
广岛美术馆
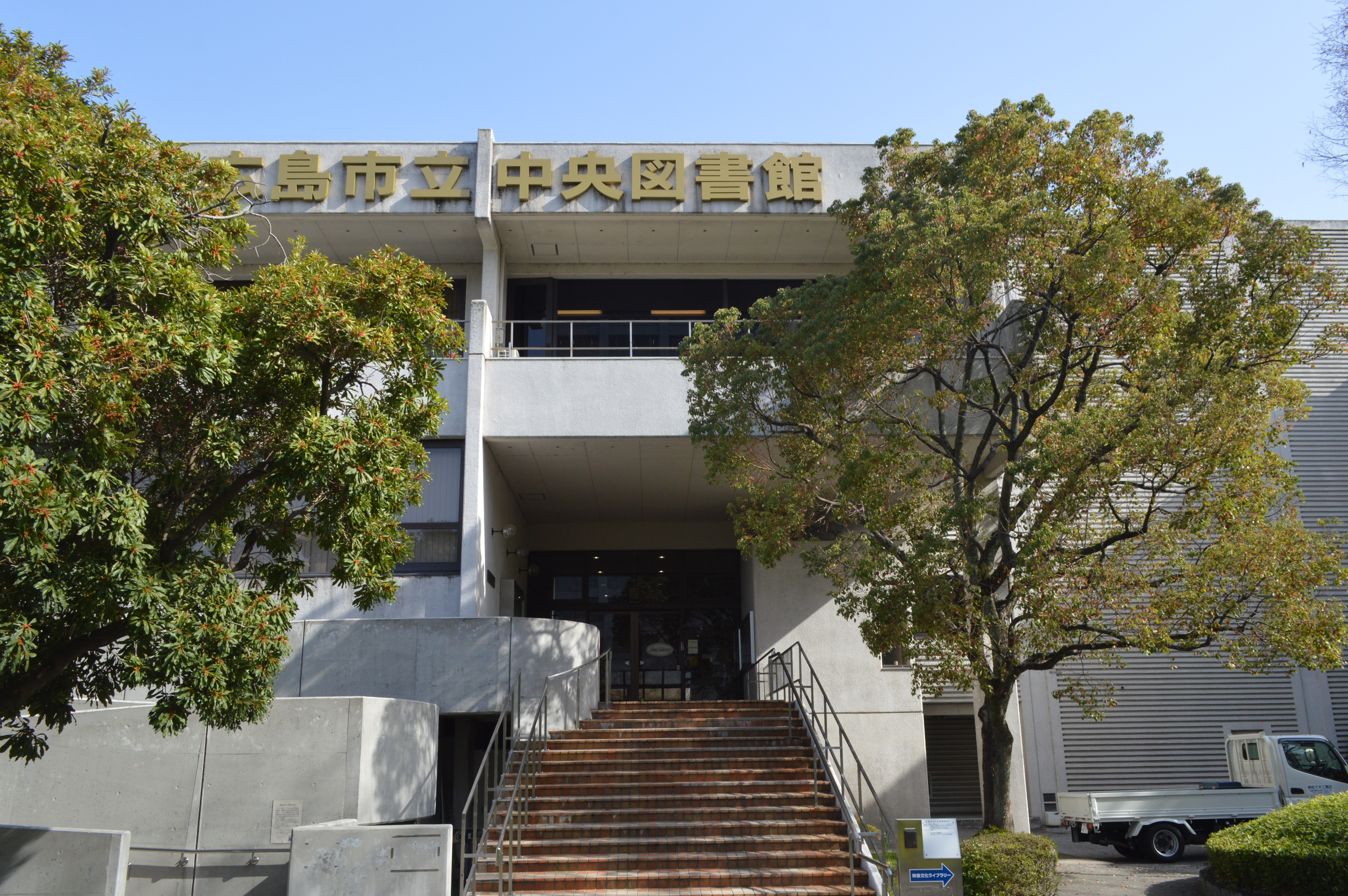
广岛市中央图书馆
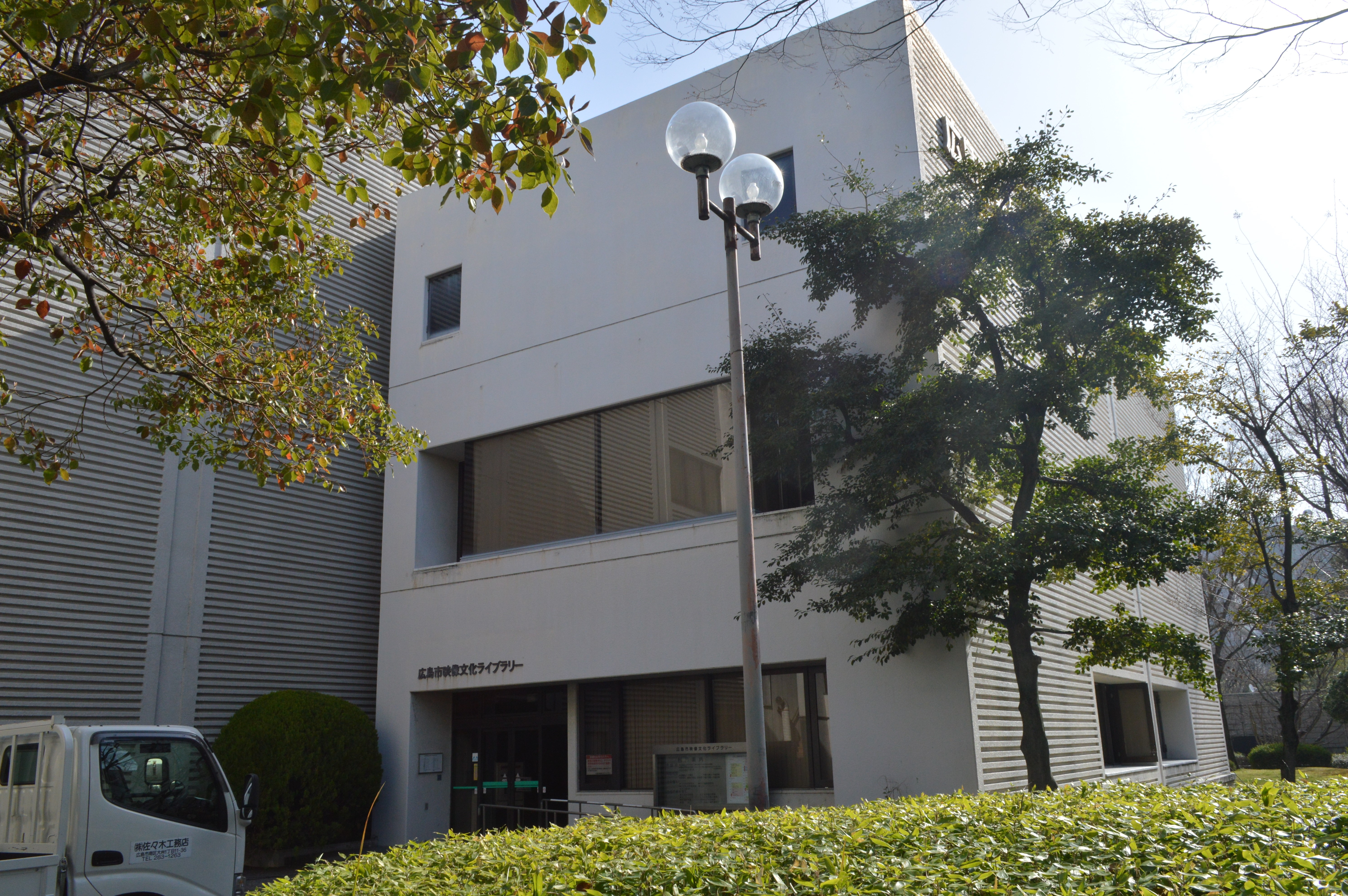
广岛市视觉文化图书馆

### 儿童区
广岛市儿童文化科学馆（1980年开馆）和广岛市儿童图书馆（1980年开馆）都建于此地。图书馆北面是中央公园家庭游泳池，但目前正在考虑关闭。

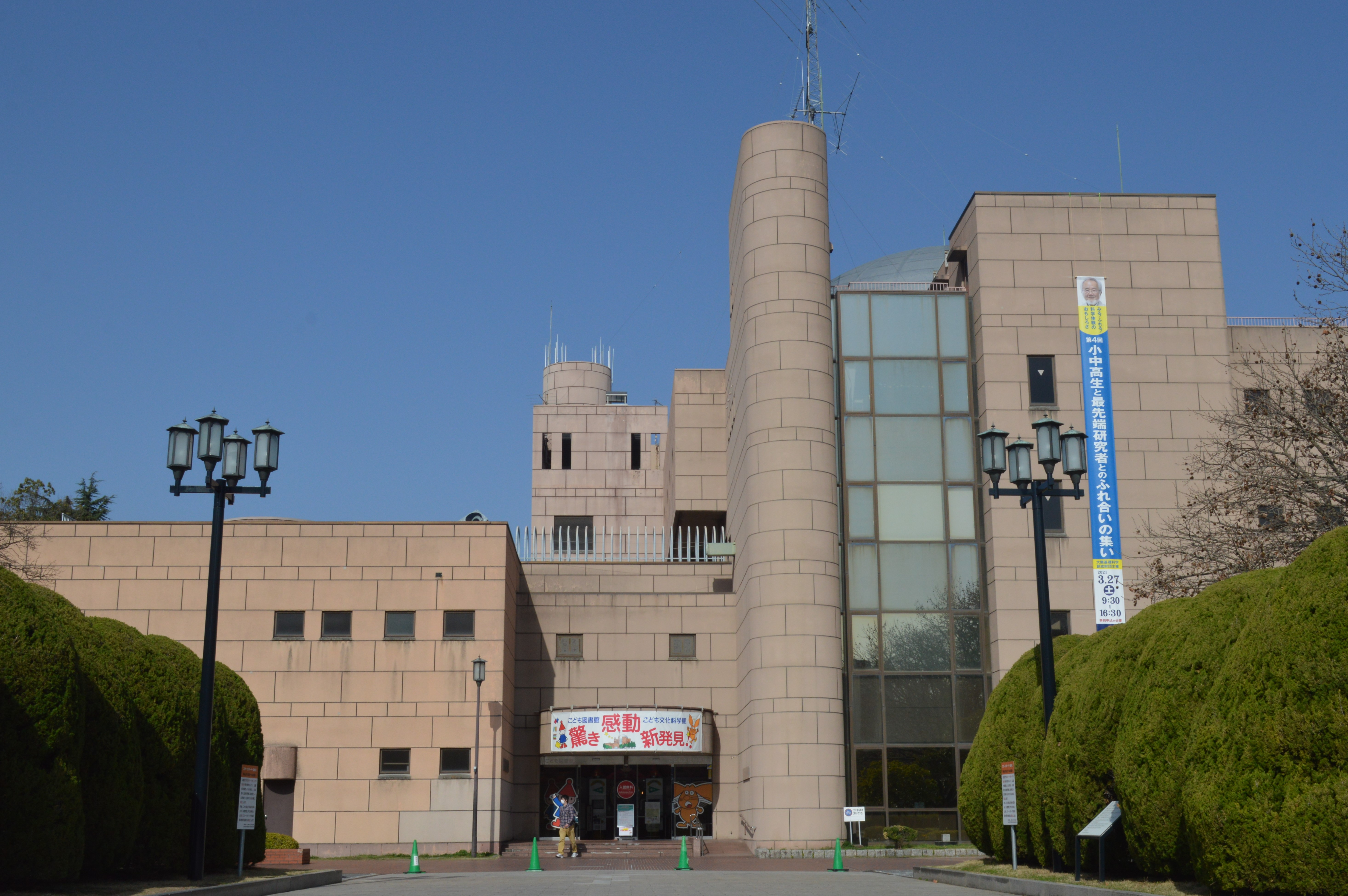
广岛市儿童图书馆
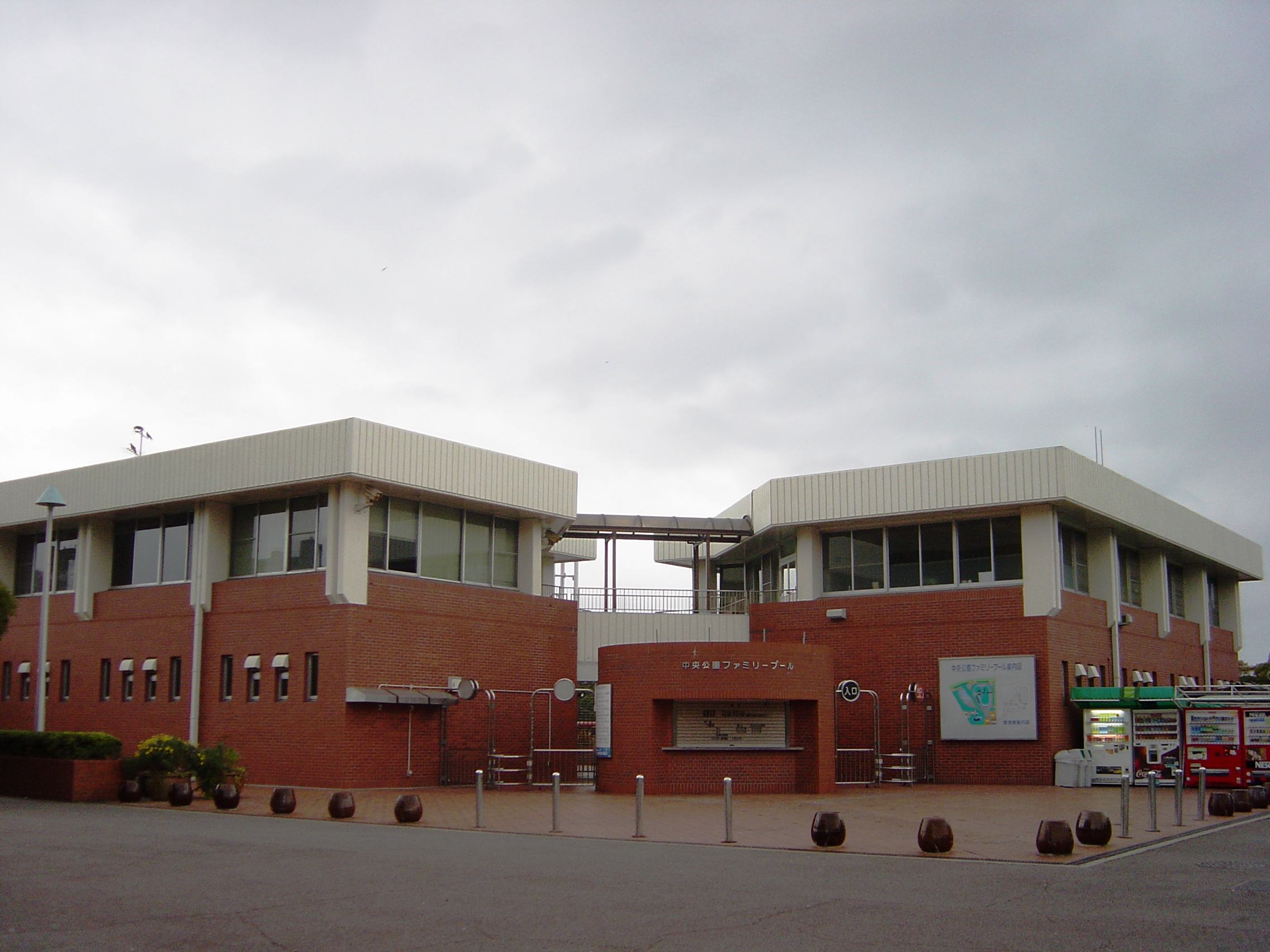
中央公园游泳池

## 交通
最近的电车站是广岛电铁的原爆圆顶屋前站和广岛新交通1号线的县厅前站。公园也毗邻广岛巴士中心。